# Uddeholms Kapel
De Kapel van Uddeholm is een kapel in de Zweedse plaats Uddeholm in de Hagfors. De kapel staat in de tuin van het herenhuis in Uddeholm, aan het meer Rådasjön. Ten zuidwesten van de kapel, bij de ingang, staat een aparte klokkentoren.

## Geschiedenis
Het hout waarvan de kapel is gemaakt is afkomstig van een oude parochiekerk uit 1634 aan de overkant van het Rådasjön. Al in 1752 werd deze kerk vervangen door een grotere, maar pas in 1794 werd het hout naar de andere kant van het meer verscheept. Toentertijd werd er van het hout een schuur gebouwd naast het herenhuis voor de opslag van graan en bouwmaterialen. In de jaren 30 van de 20e eeuw werd duidelijk dat dit het hout moest zijn van de oude kerk aan de overkant, waarna er de plannen bestonden om de kerk weer op te bouwen. In 1959 werd de stichting 'Uddeholms Kapell' opgericht en nog in datzelfde jaar werd begonnen met het herbouwen van de oorspronkelijke kerk, alleen nu in de tuin van het herenhuis. De bouw werd gerealiseerd door ingenieur Hans Schultzberg. In 1960 werd de bouw afgerond.
Ekshärad · Gustav Adolf · Hagfors · Råda · Sunnemo · Uddeholm